# Filippo Cesarini

Stemma Cesarini

Filippo I Cesarini, IV duca di Civitanova, II signore di Genzano (Roma, ... – Roma, 10 febbraio 1685), è stato un nobile italiano, quarto duca di Civitanova Marche.

## Biografia
Nacque a Roma da nobile famiglia, era figlio di Giangiorgio II Cesarini, III duca di Civitanova, e di sua moglie Cornelia Gaetani.
Chierico di Camera, nel dicembre 1655 fece parte della delegazione di ecclesiastici inviata da papa Alessandro VII per ricevere alle porte di Roma l'ex regina Cristina di Svezia.
Nel 1657 fu nominato referendario apostolico di entrambe le Segnature.
Dopo la morte del fratello, Giuliano III (1618-1655), passò allo stato laicale (nonostante la fondata possibilità del cardinalato) succedendo ai diritti della primogenitura e chiese di essere messo in possesso anche della carica di gonfaloniere perpetuo del Popolo Romano e degli emolumenti annessi alla carica.
Incontrò qualche ostacolo sotto Alessandro VII, in quanto già Chierico di Camera, ma il successore Clemente X il 23 maggio del 1668 sottoscrisse il motu proprio concedendogli tale privilegio.
Il 28 settembre 1675 ricevette l'Ordine dello Spirito Santo, insieme ad altri due nobiluomini romani, presso la chiesa di San Luigi dei Francesi; per l'occasione fu allestito un solenne corteo con carrozze di rappresentanza. A Genzano, nel 1677, fece edificare la chiesa di San Sebastiano (situata in piazza San Sebastiano fino al 1916, quando fu distrutta) e fece realizzare il tridente di vie della cittadina dall'architetto Tommaso Mattei.
Morì a Roma, ma volle essere sepolto nella collegiata di Santa Maria Maggiore di Lanuvio, che nel 1675 egli fece rinnovare dalle fondamenta, facendo anche erigere, tra le altre, una cappella a San Filippo Neri.
Ultimo duca di Civitanova Marche, con lui si estinse la famiglia Cesarini; si ricostituì, poi, ex foeminis, mediante il matrimonio della nipote Livia Cesarini con Federico Sforza di Santa Fiora (1651-1712).

## Ascendenza
|                                                      |                                          |                                                     | Genitori                                            |  |  | Nonni |  |  | Bisnonni                                                |  |  | Trisnonni                                         |  |
|                                                      |                                          |                                                     |                                                     |  |  |       |  |  | 8. Giovan Giorgio I Cesarini, II marchese di Civitanova |  |  | 16. Giuliano I Cesarini, I marchese di Civitanova |  |
|                                                      |                                          |                                                     |                                                     |  |  |       |  |  | 8. Giovan Giorgio I Cesarini, II marchese di Civitanova |  |  | 16. Giuliano I Cesarini, I marchese di Civitanova |  |
|                                                      |                                          | 17. Giulia Colonna di Marsi                         |                                                     |  |  |       |  |  | 8. Giovan Giorgio I Cesarini, II marchese di Civitanova |  |  |                                                   |  |
| 4. Giuliano II Cesarini, I duca di Civitanova        |                                          |                                                     |                                                     |  |  |       |  |  | 8. Giovan Giorgio I Cesarini, II marchese di Civitanova |  |  |                                                   |  |
|                                                      |                                          | 9. Clelia Farnese                                   | 18. Alessandro Farnese il Giovane (cardinale)       |  |  |       |  |  |                                                         |  |  |                                                   |  |
|                                                      |                                          | 9. Clelia Farnese                                   | 18. Alessandro Farnese il Giovane (cardinale)       |  |  |       |  |  |                                                         |  |  |                                                   |  |
|                                                      |                                          | 9. Clelia Farnese                                   | …                                                   |  |  |       |  |  |                                                         |  |  |                                                   |  |
| 2. Giovan Giorgio II Cesarini, II duca di Civitanova |                                          | 9. Clelia Farnese                                   |                                                     |  |  |       |  |  |                                                         |  |  |                                                   |  |
|                                                      |                                          | 10. Virginio Orsini, I duca di San Gemini           | 20.Ferdinando I Orsini, V duca di Gravina           |  |  |       |  |  |                                                         |  |  |                                                   |  |
|                                                      |                                          | 10. Virginio Orsini, I duca di San Gemini           | 20.Ferdinando I Orsini, V duca di Gravina           |  |  |       |  |  |                                                         |  |  |                                                   |  |
|                                                      |                                          | 10. Virginio Orsini, I duca di San Gemini           | 21. Beatrice Ferrillo                               |  |  |       |  |  |                                                         |  |  |                                                   |  |
| 5. Livia Orsini di San Gemini                        |                                          | 10. Virginio Orsini, I duca di San Gemini           |                                                     |  |  |       |  |  |                                                         |  |  |                                                   |  |
|                                                      |                                          | 11. Giovanna Caetani di Sermoneta                   | 22. Bonifacio Caetani, IV duca di Sermoneta         |  |  |       |  |  |                                                         |  |  |                                                   |  |
|                                                      |                                          | 11. Giovanna Caetani di Sermoneta                   | 22. Bonifacio Caetani, IV duca di Sermoneta         |  |  |       |  |  |                                                         |  |  |                                                   |  |
|                                                      |                                          | 11. Giovanna Caetani di Sermoneta                   | 23. Caterina Pio di Savoia                          |  |  |       |  |  |                                                         |  |  |                                                   |  |
| 1. Filippo Cesarini, IV duca di Civitanova           |                                          | 11. Giovanna Caetani di Sermoneta                   |                                                     |  |  |       |  |  |                                                         |  |  |                                                   |  |
|                                                      | 12. Onorato Caetani, V duca di Sermoneta | 24. Bonifacio Caetani, IV duca di Sermoneta (= 22.) |                                                     |  |  |       |  |  |                                                         |  |  |                                                   |  |
|                                                      | 12. Onorato Caetani, V duca di Sermoneta | 24. Bonifacio Caetani, IV duca di Sermoneta (= 22.) |                                                     |  |  |       |  |  |                                                         |  |  |                                                   |  |
|                                                      | 12. Onorato Caetani, V duca di Sermoneta | 25. Caterina Pio di Savoia (= 23.)                  |                                                     |  |  |       |  |  |                                                         |  |  |                                                   |  |
| 6. Filippo Caetani, VII duca di Sermoneta            | 12. Onorato Caetani, V duca di Sermoneta |                                                     |                                                     |  |  |       |  |  |                                                         |  |  |                                                   |  |
|                                                      |                                          | 13. Agnesina Colonna di Paliano                     | 26. Ascanio I Colonna, II duca di Paliano           |  |  |       |  |  |                                                         |  |  |                                                   |  |
|                                                      |                                          | 13. Agnesina Colonna di Paliano                     | 26. Ascanio I Colonna, II duca di Paliano           |  |  |       |  |  |                                                         |  |  |                                                   |  |
|                                                      |                                          | 13. Agnesina Colonna di Paliano                     | 27. Giovanna d'Aragona                              |  |  |       |  |  |                                                         |  |  |                                                   |  |
| 3. Cornelia Caetani di Sermoneta                     |                                          | 13. Agnesina Colonna di Paliano                     |                                                     |  |  |       |  |  |                                                         |  |  |                                                   |  |
|                                                      |                                          | 14. Luigi Caetani d'Aragona, IV duca di Traetto     | 28. Scipione Caetani d'Aragona, III duca di Traetto |  |  |       |  |  |                                                         |  |  |                                                   |  |
|                                                      |                                          | 14. Luigi Caetani d'Aragona, IV duca di Traetto     | 28. Scipione Caetani d'Aragona, III duca di Traetto |  |  |       |  |  |                                                         |  |  |                                                   |  |
|                                                      |                                          | 14. Luigi Caetani d'Aragona, IV duca di Traetto     | 29. Camilla Zurlo                                   |  |  |       |  |  |                                                         |  |  |                                                   |  |
| 7. Camilla Caetani d'Aragona                         |                                          | 14. Luigi Caetani d'Aragona, IV duca di Traetto     |                                                     |  |  |       |  |  |                                                         |  |  |                                                   |  |
|                                                      |                                          | 15. Cornelia Carafa della Stadera                   | 30. Fabrizio Carafa della Stadera                   |  |  |       |  |  |                                                         |  |  |                                                   |  |
|                                                      |                                          | 15. Cornelia Carafa della Stadera                   | 30. Fabrizio Carafa della Stadera                   |  |  |       |  |  |                                                         |  |  |                                                   |  |
|                                                      |                                          | 15. Cornelia Carafa della Stadera                   | 31. Girolama Carafa di Cerreto                      |  |  |       |  |  |                                                         |  |  |                                                   |  |
|                                                      |                                          | 15. Cornelia Carafa della Stadera                   |                                                     |  |  |       |  |  |                                                         |  |  |                                                   |  |